# Lac Swan (Colombie-Britannique)
Pour les articles homonymes, voir Swan.
Le lac Swan  est un lac situé au nord de la ville de Vernon, dans le nord de la vallée de l'Okanagan, dans la province canadienne de Colombie-Britannique..
Il occupe une cuvette au nord du territoire municipal de Vernon à environ 387 m d'altitude, il couvre 4,1 km2 pour environ 5 km de long et 1 km de large .
Le bassin versant s'étend sur environ 120 km2. Il est drainé par de nombreux ruisseaux dont les plus importants sont le Brookside et le Greenhow, le premier donne son nom à l'émissaire du lac. Cet émissaire rejoint le ruisseau de Vernon, émissaire du lac Kalamalka, avant de rejoindre le lac Okanagan.
Les zones humides et les rives du lac bénéficient d'une protection sur une superficie de 471,5 ha au titre de l'aire de gestion de la vie sauvage du lac Swan (Swan Lake Wildlife Management Area). Cette aire vise en particulier à protéger une étape importante sur la route migratoire de nombreux oiseaux.
À l'est, il est bordé par la voie de chemin de fer et la voie rapide de Kamloops à Kelowna (route 97). L'ancienne route de Kamloops passe sur la rive ouest,.